# Харьковецкий сельский совет (Пирятинский район)
Харьковецкий сельский совет (укр. Харковецька сільська рада) — входит в состав
Пирятинского района
Полтавской области
Украины.
Административный центр сельского совета находится в 
с. Харьковцы.

## Населённые пункты совета
- с. Харьковцы
- с. Высокое
- с. Вишневое